# 断食
断食（だんじき, 英語: Fasting）とは、自主的に飲食行為を断つこと。一定の期間、すべての食物あるいは特定の食物の摂取を絶つ宗教的行為。現代では絶食療法（一般にいう断食療法）として、医療行為ないし民間医療ともされている。固形物の食べ物を口にするのを止める行為であり、水すらも一切飲まない断食もある。「絶食」ともいう。
後述のラマダーンなど特定の意味を示す言葉として「断食」という言葉を使う場合もある。

## 概要
断食は世界の諸宗教に広く見られ、食料を摂らないことを「絶食」「不食」という表現が使われることもある。食事は断つものの、「水か茶なら飲んでも構わない」とする断食もある。
断食は宗教上の行事としても行われているが、治療面での効果があることから世界各地で続けられてきたセルフケアでもある。現代日本国内の西洋医療においては、膠原病や内臓器の各検査及び手術による経口摂取制限という理由のみが推奨される。胃腸が不調の際の断食は、不規則な食事となり、極端な空腹が続くと胃酸が中和されず、胃粘膜を傷つけるため、推奨されないとする考え方もある。
漢方医学では「吸収は排泄を阻害する」といわれる。断食によって消化・吸収が停止するため、体のエネルギーを排泄に費やせる。

## 健康への影響

### 医療において
手術などの全身麻酔を必要とする手技においては、胃の内容物が肺に混入するリスク（誤嚥性肺炎などは生命にかかわる事故となる）を防ぐために術前絶飲食が常に行われる。さらにコレステロール検査（脂質状態 -）や血糖測定など、特定の医療検査では、ベースラインを確立できるように数時間の断食が必要とされる。

### 精神保健
あるレビューでは、断食は脳内にケトン体を増加させ、覚醒状態、気分、および主観的ウェルビーイングを改善し、おそらく抑うつの全体的な症状を改善したとされる。
断食に体が慣れると、リラックス時に出る脳波であるα波が増加し、瞑想時に近い精神状態に近づくことで高ぶった脳や神経を鎮静化させる。

### 体重減少
断食により排泄作用が高まり、体内の余分な水分が排出されて体重が落ちる。また、「食べなくても意外に大丈夫」と気づくことにより、菓子類など習慣的な無駄食いを減少させる効果もある。
24時間未満の断食（断続的断食）は、肥満した健康な成人における、体重減少とボディマス指数の維持に効果的であることが示されている。

### デトックス効果
空腹になると、胃腸をきれいにする効果があるモチリンが分泌され、老廃物の排出を促す。「断食は多くの現代病にも効果がある」という。その論拠として、「人間の体は、消化吸収することがない状態に入ると、自然に体にたまった毒素を排泄する作用、デトックス効果がある」とのこと。カネミ油症事件における油症患者の体内ではダイオキシン類の排泄量が増え、症状が軽減することが観察されている。

## 政治的意思表示
- 自身の思想を世界に訴えることを目的として（ピースフード）。
- 抗議手段として（=ハンガー・ストライキ）

## 宗教
一定の期間、すべての食物あるいは特定の食物の摂取を絶つ宗教的行為である。 一定の食物を（期間を定めず）恒常的に禁忌することは除かれる。
断食の起源や動機については宗教によって説明が異なり、またひとつの宗教の中でも、時代・個人によって意義が異なる場合もある。原始社会で行われている断食では、その歴史的起源、本来の意義すら不明であることもあり、習俗的に行われていることも見られる。
断食における目的をすべて一般化して述べることは困難であるが、以下のような分類がある。人生のサイクルの中で繰り返し現れる危機的状況（妊娠・出産・死亡など）において、その難を避けるために行われる断食がある。出産の前後に、妊婦やその夫に断食が課される未開部族も多い。家族が死んだ場合、遺族がすべての食物を断ったり、一定の食物を断ったりする部族も多い（日本では、死者の命日に遺族は生もの〈なまもの〉を絶つ風習がある）。このタイプの断食についての説明はいくつも試みられているが、そのどれも定説とはなっていない。
紀元前のころから、人間の習慣として存在する。『新約聖書』『旧約聖書』『マハーバーラタ』『ウパニシャッド』『クルアーン』でも言及されている。
- 祈願（祈り）を行う場合、その効果をより高めるために行う断食[1][3]。
  - イスラーム教においては断食は非常に功徳があるとされており[3]、「断食中になされる祈願は必ず聞き入れられる」とされている[3]。
- 精神を鍛える修行の一形態としての断食[1]。
  - 古より多くの宗教で行われている。

イスラームにおいては、ラマダーンの月に行われる断食（日の出から日没までの半日は一切の飲食をしない）がある。ユダヤ教とキリスト教にも、定期的な断食がある。仏教では、煩悩を克服・滅却するために断食を行う場合がある。

### 『旧約聖書』（『タナハ』）における断食の記述
- 「モーセは神の山にいる40日間断食をした」（「出エジプト記」34章28）
- 「ダビデは家臣ウリヤの妻バト・シェバとの間にできた息子が、姦通とウリヤを殺害した罰として神によって病気にされたとき、断食をした。それにも拘らず、息子が死ぬと断食をやめた」（「サムエル記」12章15-25）

### ユダヤ教
食べ物と水を完全に断つ。食べ物の匂いをかぐことや薬を飲むことのほか、歯を磨くことさえも禁止されている。年に6回（ヨム・キプル、ティシュアー・ベ＝アーブ、ゲダリヤの断食、テベトの10日、タンムズの17日、エステルの断食）の断食を行う。
聖書（旧約聖書）による定めで、ヨム・キプル以外の安息日に断食を行うことは禁止されている。
ヨム・キプルはトーラーで明確に決まっている。唯一の断食の日である。ヨム・キプルは1年で最も大事な日とされている。バル・ミツワーになった男性あるいはバト・ミツワーになった女性は断食を義務として行うが、ラビから許された命にかかわる重い病や出産直後の女性だけは断食を免除される。ヨム・キプルは安息日と同じように仕事を行ってはいけないという制限があり、家の外に物を運ぶ、電気を使う、料理をする、車に乗る、電話を使う、書き物をすることは禁じられている。
さらにティシュアー・ベ＝アーブにも断食が行われる。ヨム・キプルとティシュアー・ベ＝アーブでは男女ともに日没から次の日没まで丸一日断食が行われており、それ以外の4回の断食では日の出から日没まで断食が行われ、男性は必ず断食する。女性の場合、病気療養中であったり、断食が困難であるほど身体が弱っていたりする際には、ラビが免除することもある。

### キリスト教
福音書には、「しかし、このたぐいは、祈と断食とによらなければ、追い出すことはできない」「イエスは公生活の前に40日間荒野で断食した（荒野の誘惑）」との記述がある
キリスト教のいくつかの教派や教会において、上記の出来事にちなんで断食が行われる。
ラブリー・チャペル元牧師の八巻正治は福祉を専門とする牧師の立場から断食について次のように述べている。「社会福祉とは、単純に言えば『人びとの衣食住の必要を満たす』ための側面的援助的な働きであるといえます。むろん『衣食足りて礼節忘るる』では困りますが、人々の困窮を深く知るためにも、福祉実践者は自らに断食を課すことによって、そうした気持ちをつかむべき必要があるのです。主イエス様はまさにそうした意味において、人としての苦しみや悲しみを共に体験されたお方なのです。ですからわれわれも共にそれに倣う者でありたいものです。」

#### カリスマ系教会
より神に近づく探求のために実行される。週に1日か2日、定期的に実行される。ジョン・ウェスレー、チャールズ・ウェスレー、ジョージ・ホワイトフィールドが始めた、初期のメソジストのようなホーリネス運動では、健康法の一種として定期的な断食を行った。

#### 正教会
大斎をはじめとして年に4回の断食（斎）の期間があり、暦の中で重要な位置づけにある。断食の期間は、肉、魚、オリーブ・オイルを筆頭に、すべての油、ワイン、蒸留酒を断つ。一方、タコや貝類は禁止されてはいない。正教徒が多い地中海地域では、これらを使った料理が発達している。
断食は「耐えるもの」ではなく、「自分の不節制を認識し、他人へ施すことで神により近づくための経験である」という。断食によって節約したお金は、寄付の一環として貧しい者に与えられる。

#### ローマ・カトリック教会
ローマ・カトリック教会は四旬節で断食が行われる。1日の食事を十分な量（動物の肉を含む場合もある）を1回と少量を2回（朝食と夕食）にする。食事の間で固形物を食べるのは許されていない。また、小斎の期間は動物の肉を食べない。

#### プロテスタント教会
プロテスタント教では受難節と呼ばれており、イエスが40日間断食したことが期間の由来で、生活習慣（飲酒や肉を食べるなど）の1つを選び、それをやめることを基本としている。
一方、アメリカ合衆国にいるプロテスタント宗派（アングリカン・コミュニオンや統一メソジスト教会）は、2回の悔悟の季節、四旬節と降臨節の一部として断食することを奨励している。

#### キリスト教系の新宗教

##### 末日聖徒イエス・キリスト教会
末日聖徒イエス・キリスト教会（通称「モルモン教」）では、断食の間は食物と飲物（聖餐会で取るパンと水は除く）を完全に断つ。通常は月の初めの日曜日が断食の日に設定されており、2食を断つことが推奨されている。多くの信者は前日の土曜日の夕食から断食を開始する。断食によって節約された、お金は困っている人を助けるための断食献金として教会に寄付される。

### イスラム教
ヒジュラ暦9月であるラマダーンの間、ファジュル（暁の礼拝）から日没（マグリブ）まで断食が行われる。その間、飲食、喫煙、性行為は禁止。ラマダーンはイスラム暦の月の1つであり、ムスリムは断食をとても重要な要素と見なしている。
断食することで、「アッラー（神）が命じたことを行い、逆に禁止されているものすべてから遠ざかることで、「タクワ」（「神を意識すること」）を増やす」「断食を行うムスリムは多くの罪から助けられ、ジャハンナム（地獄）から守られる」とされる。
なお、ラマダーンについては、「食べ物と飲み物を断つ」だけではなく、「嘘をつく、騙す、下品な話、口論、喧嘩、淫らな思考をしないこと」も含まれる。断食を行うことで、「貧乏で空腹な兄弟に対して連帯感を醸成する」とする。ラマダーンの月には寄付を行い、日没後に食事ができる。
ラマダーン（月）に断食することには、次のような3つの意味があると、東京都八王子市にあるモスクの関係者は以下のように説明している。
1. 忍耐することを学ぶため[21]
2. 忍耐強くなるため[21]
3. 貧しくて食べることができない人々の苦しみを理解し、そうした人々のことに思いを至らせるため[21]
4. クルアーンに書かれている五行として行うため[21]

ラマダーンは、生活におけるバランスや節度を保つために役立っている。クルアーンでは「ムハンマドは『胃（お腹）は1/3を食物で満たし、あとは呼吸などのためにとっておきなさい』『満腹まで食べるのは良くない、満腹の1/3程度に、節度を持って食べなさい』とムハンマドから指摘されている」という。
ラマダーンの月には、ムスリムは仕事も学校も早めに切り上げ、身体を休める。そして、レストランではなく、自宅や親族の家で一緒に食事を摂る。ラマダーンの月の夕方には、全員家に帰るため、街には人っ子ひとりいなくなる。「ラマダーン明けの食事（イド・アル＝フィトル）をする時も、ラマダーンの素晴らしさを感じることをできる」という。
ラマダーンの月は、（貧しき人々に想いを向け）慈善を行う月でもある。ムスリムにとっては信仰を深められる時間であり、ムスリムはこれを心待ちにしているという。全世界のムスリムが同時にラマダーンを再開するので、それによって世界中のムスリムが一体感を味わえる時でもあるという。
なお、子供に対しては、年齢が低い間はラマダーンをやらせず、成長するにつれてラマダーンに参加させるようになる。
なお、ラマダーン以外にも自発的な断食がある。

### ヒンドゥー教
個人個人の考えと地方の慣習に基づき、異なる種類の断食がある。
- 「エカダシ」（14日間周期の月相の11日目）や、「プルニマ」（「満月の日」）のような特定の日に断食を行う。
- 個人の信念や信仰している神によって1週間の特定の日に断食を行う。

断食の方法はばらつきが大きい。厳密なものでは、前日の日没から翌日の日の出の48分後まで食物と水を断つ。それ以外では、「一日一食」を行ったり、「ある特定の食べ物のみを食べる」といったものがある。どの場合でも、断食期間中は卵を含めた動物性食品には、触れることすら許されない。

### ジャイナ教
様々な断食の形がある。1つの形式は翌日の夜明けまで食べ物と飲み物を断つ。別の形式では食べ物を断ち、沸騰している水は飲んでもよい。そのほかに、食べ物の種類を制限する形式もある。味付けは塩とコショウのみにし、レンズマメと味気ない食べ物だけを食べる。
ジャイナ教の教えによれば、「断食によって欲望と情欲を抑えることで業を取り除く助けになる」という。
また、断食により自発的に死に至るサンターラーという儀式がある。ジャイナ教においては、サンターラーは自殺ではなく、知識と意図を持って行う儀式の一つであり、長い時間をかけて人生を振り返る時間が与えられる。自分の人生が目的を果たしたと感じた場合、誓いを立てる。これの最終的な目的は、「肉体の浄化と、欲望を捨てること」である。

### 仏教

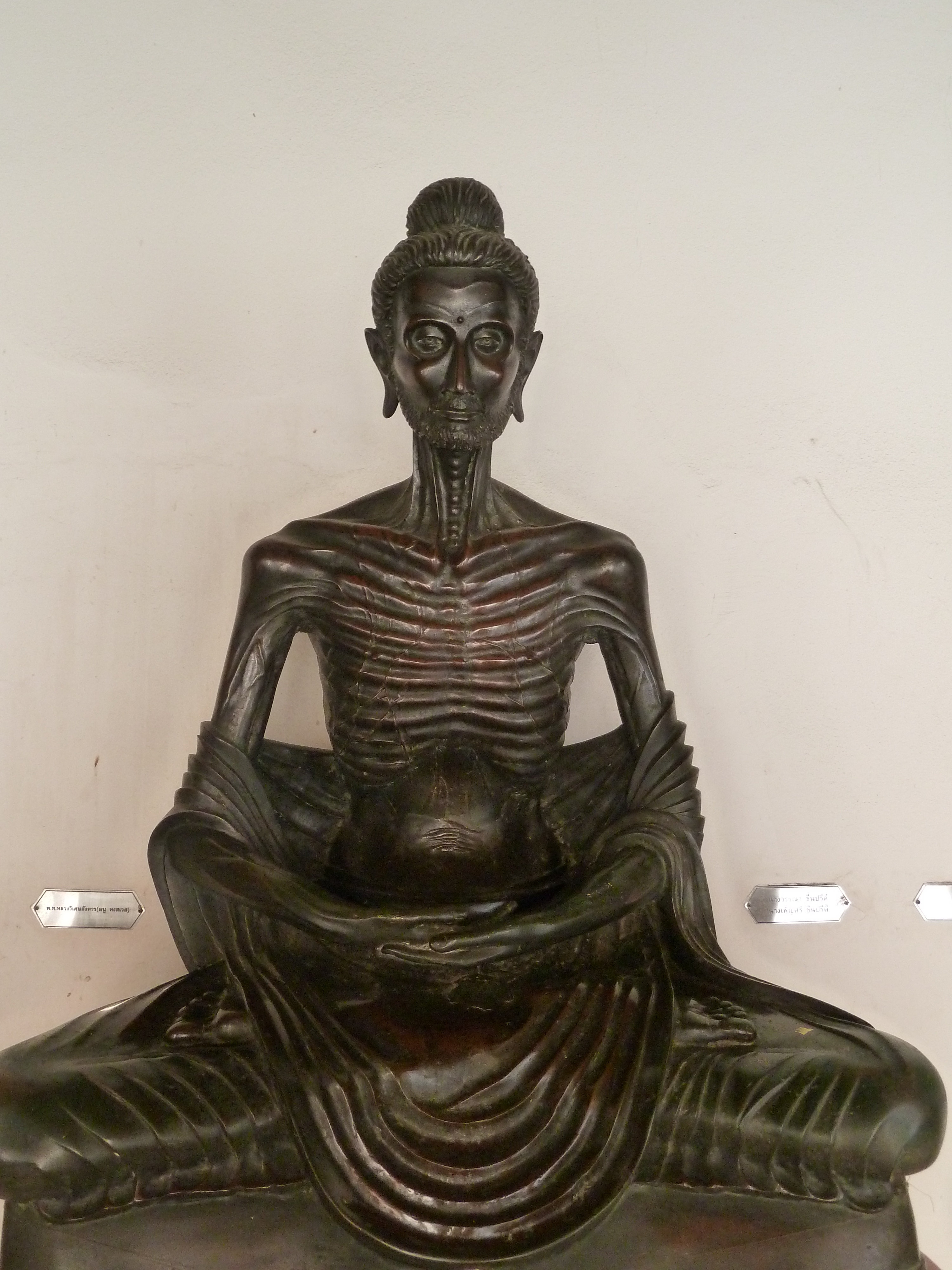
断食する釈迦の像

#### 上座部仏教
上座部仏教の僧侶は律（Vinaya）に従い、正午の食事以降は物を食べない。が、これは断食とは考えられてはおらず、むしろ瞑想を補助する修行の手段である。仏教において、「断食は苦行であり、中道から逸脱したもの」として拒絶されると一般的に考えられている。

#### 大乗仏教
大乗仏教の僧侶は、経典上は食事に関しては制限されないが、肉食は避ける宗派がある。そのため、肉を使わない精進料理が編み出された。
肉食について
なお、仏教やキリスト教では肉食（にくじき）を制戒していると一般的にいわれる。しかし、釈迦が最後に純陀によって供養されたスーカラマッタヴァという料理が一説には豚肉料理であったともいわれることや、釈迦在世の初期仏教で、提婆達多の分派をめぐる問題から知られるように、釈迦は肉食そのものは禁止したことは無いとされている。上座部の仏教徒においては「柔らかい豚肉」には抵抗を感じなかったといわれる。

#### 天台宗
比叡山延暦寺で行われる修行の一つ、千日回峰行においては、堂入りと呼ばれる荒行が行われる。足かけ九日間にわたって断食・断水・断眠の中、真言を唱え続ける。命をも落としかねない荒行である。生還した場合、平均して15kgは体重が落ちるという。
他宗派仏教で即身仏になる際や、修験道でも積極的に同様の荒行が行われた。

### シク教
医療的な理由を除き、断食は推奨しない。シク教の教祖は、断食は個人に対して「精神的な利益にならない」としている。シク教の教典であるグル・グラント・サーヒブでも断食や日々の儀式、自己規律は報われないとされている。多くのシク教徒は、いかなる種類の断食も行ったことはない。

### バハーイー教
バハーイー暦の高尚の月（3月2日から3月20日）の間、日の出から日没までの間行われる。断食の間は完全に食物と飲み物を断ち、喫煙も禁止。断食は祈りの義務とともに最も重要な義務の1つであり、15歳以上の者は断食をしなければならない。

## 免除
13世紀に『神学大全』を著した神学者トマス・アクィナスは、子供・高齢者・巡礼者・労働者・物乞いはキリスト教での断食は免除されるとした。また、キリスト教の四旬節では、肉類は食べないことも指し、この期間は魚介類を主に食すが、ビーバーやクジラや水鳥などの水と関連がある動物なども食された。
イスラム教では、病人・高齢者・乳幼児・妊婦や授乳中の女性はラマダンの断食を免除される。

## 断食を扱った作品
- 『断食芸人』（フランツ・カフカ）
- 『雷波少年系熱狂的巨人ファンシリーズ』(日本テレビにおいて放送されていた「雷波少年」で行われた企画)